# Dolmen im Forst Cammin

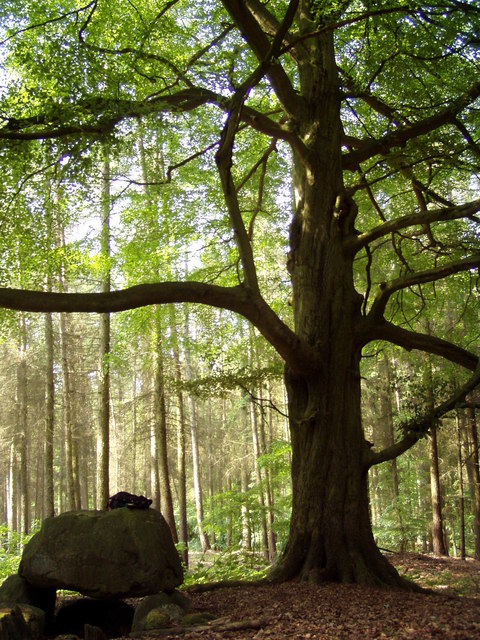
Großsteingrab Forst Cammin 1

Die Dolmen im Forst Cammin liegen 35 m voneinander entfernt, in Hohen Gubkow, nördlich von Cammin, in Mecklenburg-Vorpommern.
Die beiden erweiterten Dolmen mit den Sprockhoff-Nr. 347 und 348 entstanden zwischen 3500 und 2800 v. Chr. in der Jungsteinzeit als Megalithanlage der Trichterbecherkultur (TBK).

## Grab 1
Forst Cammin 1 (Lage) ist der nördliche Dolmen. Es handelt sich um einen Nordost-Südwest orientierten, erweiterten Dolmen dessen Tragsteine komplett erhalten sind. Gegenüber der Aufnahme von E. Sprockhoff (1933) sind jedoch ein Tragstein an der Schmalseite und ein niedriger Zugangsstein verschoben. Von den beiden Decksteinen ist einer vorhanden, der 1933 wieder aufgelegt wurde. Der vermutlich abgewinkelte Zugang befindet sich im Nordosten.

## Grab 2
Forst Cammin 2 (Lage) ist der südliche Dolmen, bei dem es sich anders als bei Forst 1 um einen  Nordwest-Südost orientierten, erweiterten Dolmen handelt, dessen vor 1933 wieder aufgelegte beide Decksteine Schälchen tragen. Eine Längsseite weist drei, die andere zwei Tragsteine auf. Der nordwestliche Schlussstein ist vorhanden, das südöstliche Ende der Kammer mit dem Zugang fehlt. Beide Decksteine des Dolmen tragen Schälchen der eine 73 der andere 18.
Bei Cammin befanden sich zwei weitere Anlagen Cammin 1 und 2 (ohne den Zusatz „Forst“), deren Typen allerdings unbekannt sind.